# Linda Fabiani

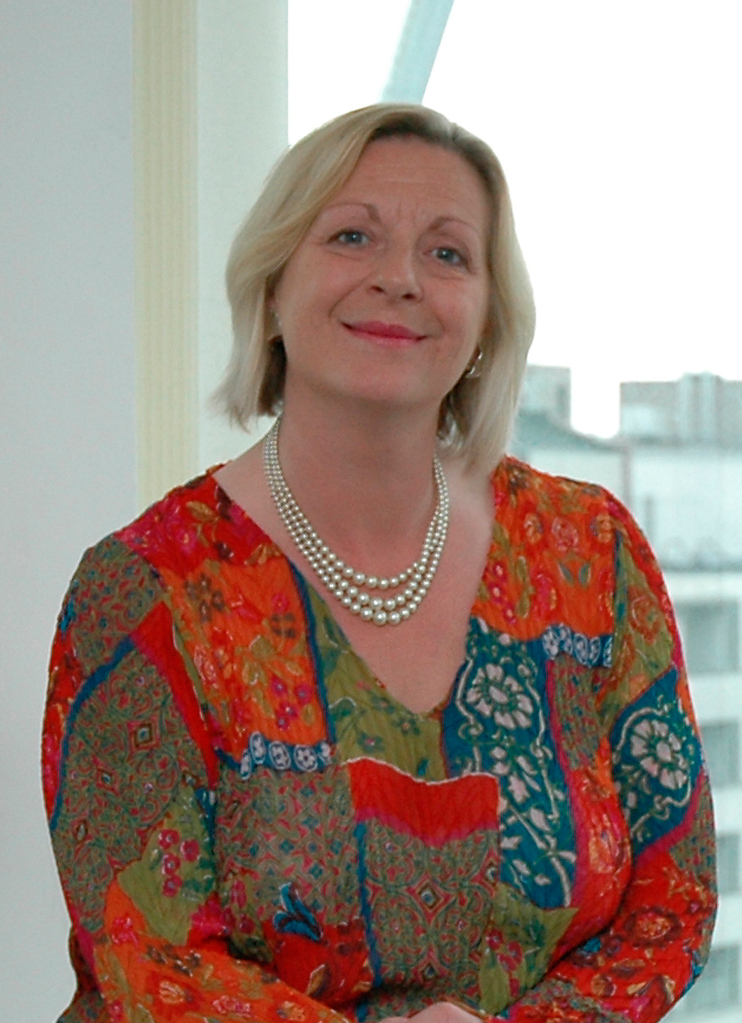
Linda Fabiani

Linda Fabiani (* 14. Dezember 1956 in Glasgow) ist eine schottische Politikerin und Mitglied der Scottish National Party.

## Leben
Fabiani besuchte die Hyndland Secondary School in Glasgow sowie das Napier College in Edinburgh. Anschließend studierte sie an der Universität Glasgow. Sie war in der Folge mehrere Jahre als Sekretärin tätig.

## Politischer Werdegang
Bei den Schottischen Parlamentswahlen 1999 trat Fabiani als Kandidatin der SNP für den Wahlkreis East Kilbride an, unterlag jedoch Andy Kerr von der Labour Party deutlich. Auf Grund des Wahlergebnisses zog sie als Abgesandte der Wahlregion Central Scotland über die Regionalliste in das neugeschaffene Schottische Parlament ein. Bei den folgenden Parlamentswahlen 2003 und 2007 kandidierte sie abermals für East Kilbride, errang jedoch in beiden Fällen nicht das Direktmandat. Trotzdem behielt sie bei beiden Wahlen ihr Mandat über die Regionalliste von Central Scotland. Zu den Parlamentswahlen 2011 gewann Fabiani erstmals das Direktmandat für East Kilbride. Mit Stimmgewinnen verteidigte sie das Mandat bei den Wahlen 2016.
Im Schattenkabinett der SNP war Fabiani im Laufe der Jahre für verschiedene Positionen vorgesehen. Zunächst für die Ressorts Transport- und Umwelt, dann als stellvertretende Ministerin für soziale Gerechtigkeit, als stellvertretende Parlamentarische Geschäftsführerin, als stellvertretende Ministerin für Wohnungsbau und schließlich als stellvertretende Gemeindeministerin. Vom 17. Mai 2007 bis zum 10. Februar 2009 bekleidete sie das Amt des Europa-, Außen- und Kulturministers.